# Rowland (Oregon)
Rowland az Amerikai Egyesült Államok északnyugati részén, Oregon állam Linn megyéjében elhelyezkedő kísértetváros.
Postahivatala 1886 és 1905 között működött. Egykor itt volt a Southern Pacific Railroad keleti szárnyvonalának egy megállója.

## Fordítás
- Ez a szócikk részben vagy egészben  a   Rowland, Oregon című angol Wikipédia-szócikk ezen változatának fordításán alapul.  Az eredeti cikk szerkesztőit annak laptörténete sorolja fel. Ez a jelzés csupán a megfogalmazás eredetét és a szerzői jogokat jelzi, nem szolgál a cikkben szereplő információk forrásmegjelöléseként.